# Британская хоккейная суперлига
Британская Хоккейная Суперлига (англ. Ice Hockey Superleague) — являлась главной британской хоккейной лигой в период с 1996 по 2003 год, заменив собой Премьер дивизион Британской хоккейной лиги. После сезона 2002—2003 лига была расформирована и заменена Британской элитной хоккейной лигой. 

## Команды (годы участия в лиге)
- Эр Скотиш Иглс (96 - 03)
- Бэзинсток Байзон (96 - 98)
- Белфаст Гигантс (00 - 03)
- Бракнэлл Бис (96 - 03)
- Кардифф Девилз (96 - 01)
- Лондон Найтс (98 - 03)
- Манчестер Сторм ( 96- 03)
- Ньюкасл Джестерс (ранее Ньюкасл Кобрас и Ньюкасл Риверкнайтс) (96 - 01)
- Ноттингем Пантерс (96 - 03)
- Шеффилд Стиллерс (96 - 03)

## Чемпионы
96/97 Кардифф Девилз
97/98 Эр Скотиш Иглс
98/99 Матчестер Шторм
99/00 Бракнэлл Бис
00/01 Шеффилд Стиллерс
01/02 Белфаст Гигантс
02/03 Шеффилд Стиллерс